# Leibsch-Damm

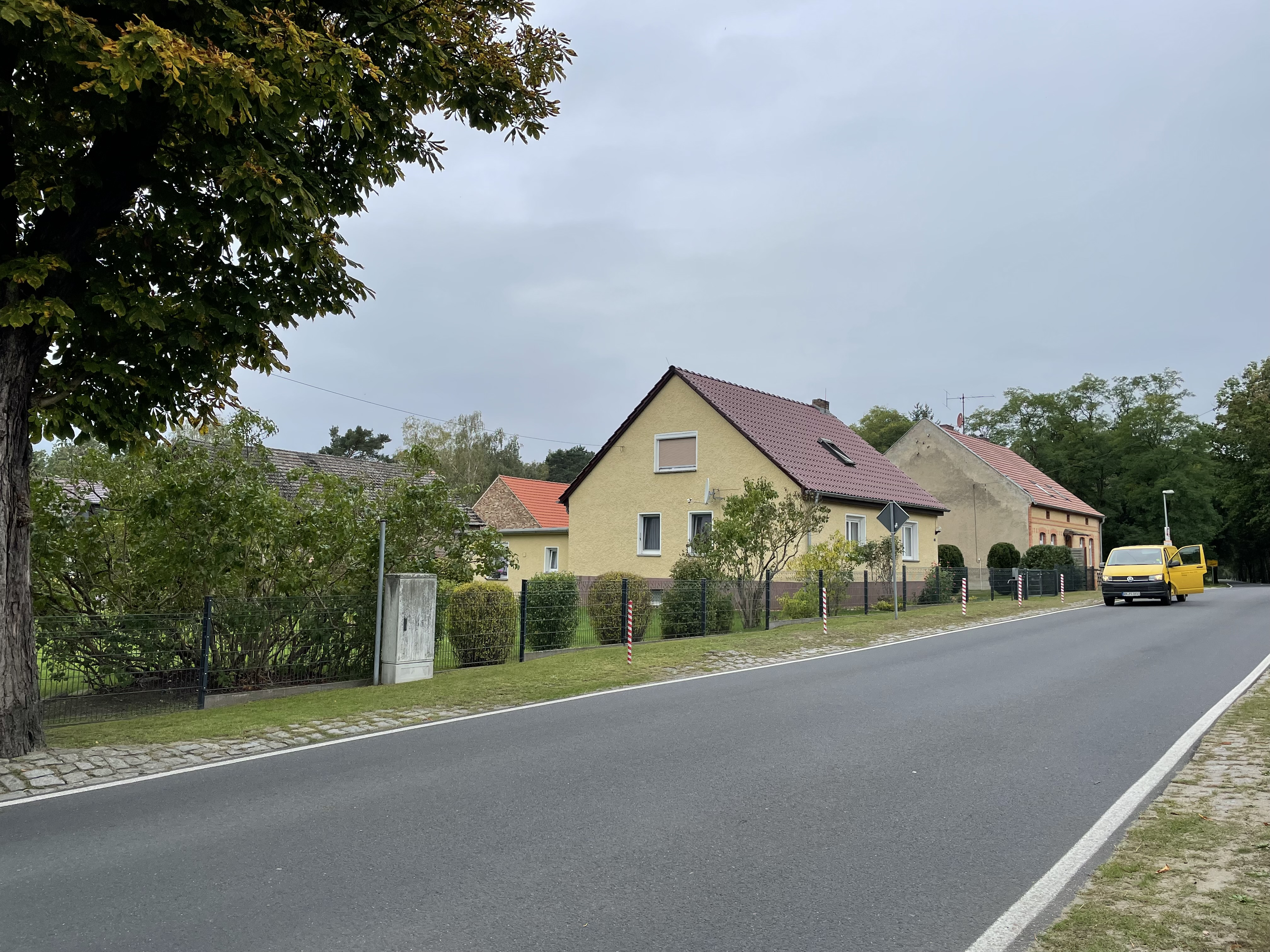
Ortsansicht

Leibsch-Damm (niedersorbisch Lubuš-Nasyp) ist ein Gemeindeteil des zur Gemeinde Unterspreewald gehörenden Ortsteils Leibsch in Brandenburg.
Der kleine Ort liegt im Biosphärenreservat Spreewald nördlich von Leibsch. Durch ihn führt die Bundesstraße 179 sowie der Gurkenradweg.

## Geschichte
Damm entstand aus einer hier betriebenen Meierei, die im Jahr 1745 erstmals urkundlich erwähnt wurde. Der Name des Orts geht auf den kleinen Bach Rietze zurück, der zwischen Köthener See und Wasserburger Spree verläuft. Für diesen Bach war auch die Bezeichnung Dahme üblich, eine Benennung, die bereits auf vorslawische Zeit zurückgeht. Der Ort Damm wurde 1745 als Neue Dame, 1782 als Vorw. Dam, 1805 als Dahme (Forsthaus), 1846 als Col. Dahme od. Damm, 1861 als Dahme, Damm, Dame und letztlich als Leibsch-Damm erwähnt. 1774 wurden 22 Einwohner gezählt. Ein Jahr später gab es eine Unterförsterwohnung sowie „einige Tagelöhnerhäuser“, in denen vier Büdner und andere Bewohner lebten, die in Summe vier Feuerstellen (=Haushalte) betrieben.  An dieser Struktur änderte sich in den folgenden Jahrzehnten nur wenig: Im Jahr 1801 wurde von einem „Forsthaus unweit Leibsch“ berichtet, in dem der Unterförster sowie ein Büdner lebten. Nach wie vor wurden von dem mittlerweile nur noch 19 Einwohnern vier Feuerstellen betrieben.
Im Jahr 1817 wurde in den Akten lediglich von einem Forsthaus, 1837 von einem Forsthaus zu Leibsch berichtet. Dieses gelangte im Jahr 1876 an den Teerschweler Galle aus Birkholz. Bis 1885 war das Dorf auf elf Wohngebäude angewachsen, in dem 68 Personen lebten. Im Jahr 1925 waren es 76 Personen. Wenig später wurde Damm im Jahr 1931 ein Wohnplatz von Leibsch und dort 1973 als Ortsteil geführt. Die Bewohner waren bis 1801 nach Krausnick eingekircht; in den Jahren 1817 und 1837 nach Münchehofe und ab 1858 nach Neu Lübbenau. Im Zuge des Neubaus der Kreisstraße wurde 1879 die hölzerne Zollbrücke erneuert.